# Saul Kripke
Saul Aaron Kripke (/ˈkrɪpki/; 13 de novembro de 1940 - 15 de setembro de 2022) foi um importante filósofo e lógico americano de tradição analítica. Natural de Omaha, Nebraska, foi ainda em vida considerado um dos maiores filósofos de seu tempo. Sua obra é muito influente em diversas áreas da filosofia, desde a lógica até à filosofia da mente, passando pela filosofia da linguagem. Foi professor emérito em Princeton e professor de filosofia na City University of New York (CUNY). Boa parte da sua obra é inédita, e circula na forma de gravações de áudio e cópias de manuscritos. Em 2001 ele recebeu o Prêmio Schock em Lógica e Filosofia.

## Contribuições filosóficas
Kripke é conhecido principalmente por quatro contribuições para a filosofia:
- uma semântica para a lógica modal e outras lógicas relacionadas, publicadas quando ele tinha menos de vinte anos de idade
- suas conferências Naming and necessity (O nomear e a necessidade), proferidas em Princeton em 1970 (publicadas em 1972 e 1980)
- uma interpretação controversa de Wittgenstein
- sua teoria da verdade

### Lógica modal
Dois dos primeiros trabalhos de Kripke (A Completeness Theorem in Modal Logic e Considerations on Modal Logic) influenciaram amplamente a lógica modal. As lógicas modais mais familiares são construídas de uma lógica fraca chamada K, em homenagem a Kripke.
Em Semantical Considerations on Modal Logic, publicado em 1963, Kripke responde a uma dificuldade da teoria clássica da quantificação. Toda a motivação para a abordagem relativa a mundos era refletir a ideia que objetos existentes em um mundo podem não existir em outro. Todavia, se as regras de quantificação padrão são utilizadas, cada termo deve referir a algo que existe em todos os mundos possíveis. Isso parece incompatível com nossa prática comum de usar termos para nos referirmos a coisas que existem apenas contingentemente, não necessariamente.
A resposta de Kripke a essa dificuldade foi eliminar termos. Ele deu um exemplo de uma interpretação relativa a um mundo que preserva as regras clássicas. Todavia, o custo para a solução do problema foi caro. Primeiro, sua linguagem foi empobrecida artificialmente. Segundo, as regras para a lógica modal proposicional devem ser enfraquecidas.

### Naming and Necessity
As conferências Naming and Necessity foram e continuam sendo muito influentes na filosofia. As principais contribuições das mesmas são:
- Uma teoria da referência
- Uma teoria do necessário a posteriori
- Uma teoria do contingente a priori
- Uma teoria antimaterialista do dualismo mente-corpo

#### Teoria da referência
As duas primeiras conferências de Naming and Necessity atacam as teorias descritivistas dos nomes próprios (naturais) defendidas, p.e., por algumas leituras possíveis de Gottlob Frege e Bertrand Russell—nas palavras de Kripke, à "concepção de Frege-Russell". Segundo tais teorias, nomes próprios referem-se a um objeto em virtude de esse objeto satisfazer uma descrição definida (teoria de Russell de que alguns - mas nem todos - nomes próprios são descrições abreviadas) ou um conjunto de descrições definidas (teorias como a de John Searle e Strawson) associadas ao nome próprio por falantes. Kripke apresenta alguns argumentos que, segundo ele, provariam a impossibilidade dessa tese. Um deles, conhecido como argumento modal, pode ser assim apresentado: a referência de um nome próprio se conserva ainda que descrições associadas ao nome se tornem falsas. p.e., ainda que descrições como "o autor da *Metafísica*", normalmente associada ao nome "Aristóteles", se revelassem falsas a respeito de Aristóteles (caso descobríssemos, p.e., que o autor da *Metafísica* foi um aluno brilhante de Aristóteles), ainda assim o nome "Aristóteles" se referiria a Aristóteles e não a quem quer que tenha escrito a *Metafísica*. No jargão de Kripke, "Aristóteles" é um designador rígido, isto é, um designador que designa o mesmo objeto em todos os mundos possíveis. Isso provaria, para Kripke, que, ainda que nomes próprios sejam associados por falantes a descrições, essas não tem nenhum papel a desempenhar na contribuição do nome à proposição expressa pela frase em que o nome figura.
Em substituição às teorias descritivas da referência, Kripke propõe o que por vezes se denomina teoria da cadeia histórica da referência. De acordo com essa teoria—ou, como Kripke prefere chamar em Naming and Necessity, "imagem" (picture)--, um nome refere a um objeto segundo as conexões que os atuais usuários do nome herdam daqueles que batizaram o objeto.
A teoria influenciou positivamente vários filósofos, entre eles:
- Tyler Burge
- Gareth Evans
- Donald Davidson
- Hilary Putnam
- François Recanati
- Scott Soames
- David Kaplan

John Searle figura entre aqueles que rejeitam a teoria.
Em 1973, Kripke apresentou as conferências filosóficas John Locke (John Locke Lectures) na Universidade de Oxford. Intituladas Referência e Existência, elas são, em muitos aspectos, uma continuação de Naming and Necessity. Seus tópicos principais são os nomes fictícios e o erro perceptual. Elas nunca foram publicadas. A transcrição está oficialmente disponível apenas como cópia de leitura na biblioteca da universidade, a qual não pode ser copiada ou citada sem a permissão de Kripke. Todavia, várias cópias circularam informalmente entre alguns filósofos. Sua influência, embora considerável, é difícil de ser mensurada. Dentre os filósofos que as leram, Gareth Evans foi talvez o mais visivelmente influenciado.

#### O necessário a posteriori
Na contramão de posições defendidas ao menos desde a Crítica da Razão Pura (primeira edição de 1781, segunda edição de 1787) de Immanuel Kant, Kripke mostra que nem toda proposição necessária é a priori, pois há proposições necessárias a posteriori.
- Tese metafísica: Uma proposição necessária é verdadeira em todos os mundos possíveis
- Tese epistemológica: Uma proposição a posteriori é conhecida através da experiência

Há proposições verdadeiras em todos os mundos possíveis, embora descobertas empiricamente. Por exemplo, a descoberta que Hesperus, a Estrela da Manhã, é o mesmo corpo celeste (o planeta Vênus) que Phosphorus, a Estrela da Tarde. Os antigos atribuem a Parmênides tal descoberta. Todavia, desde o início o corpo celeste em questão foi idêntico a si mesmo, trata-se de uma necessidade.
Em resumo, afirmações de identidade apoiadas em descobertas empíricas são necessárias a posteriori. A fórmula da água, H2O, é outro exemplo de necessário a posteriori.

#### O contingente a priori
Novamente, Kripke está contrariando uma tese de Immanuel Kant. Podemos dizer, da barra de metal que está em Paris e que antigamente servia de padrão para o metro:
"Esta barra tem um metro."
Trata-se de um conhecimento a priori, mas contingente. Como a barra define o metro, ela tem um metro, e isso pode ser sabido pela mera definição da barra em questão como padrão para o metro. Mas isso é contingente. As coisas poderiam ter sido diferentes, e a barra em questão poderia não ter sido o padrão do metro.

#### O dualismo mente-corpo
Kripke argumenta contra o materialismo acerca da identidade da mente, isto é, contra a tese que todo fato mental é idêntico a algum fato físico. Kripke diz que a única maneira de defender tal identidade é como uma identidade necessária a posteriori. Por exemplo, a identidade entre certa sensação e a enervação de certa fibra cerebral. Todavia, é possível que tal sensação ocorra sem que ocorra tal enervação. Logo, não se trata de uma identidade.
Mais recentemente, argumentos similares são defendidos por David Chalmers. Parte do debate recente suscitado pelo argumento de Kripke concentra-se no exame das relações entre o concebível e o possível, em particular, da estrutura de argumentos como o de Kripke -- conceivability arguments, como são chamados entre os filósofos de língua inglesa. Um padrão que por vezes é reconhecido é o seguinte. Sejam dois itens a e b (p.ex., mente e corpo). O primeiro passo do argumento seria alegar que é concebível que a tenha alguma propriedade que b não tenha. Seguir-se-ia daí que existe uma diferença modal entre a e b, em outras palavras, que é possível que a tenha uma propriedade e que é possível que b não tenha essa propriedade. O segundo passo, talvez o mais intrigante, é que dessa diferença modal os defensores de tais argumentos—em todo caso, alguns defensores—pretendem extrair uma diferença metafísica entre a e b. (O primeiro passo do argumento, do concebível para o possível, entretanto, não é aceito por muitos filósofos, p.ex, por Brian Loar (1999),em "David Chalmers's The Conscious Mind " , Philosophical and Phenomenological Research, 59(2): 465-72; e por Stephen Yablo (2002), em "Coulda, Woulda, Shoulda" , Gendler, T. S. and Hawthorne, J. (eds.), Conceivability and Possibility, Oxford: Clarendon Press. )

#### Outros desenvolvimentos oriundos da obra
As ideias de Naming and Necessity também estão na origem do externalismo, um dos principais objetos de estudo da filosofia analítica dos dias de hoje.

### Wittgenstein
No livro Wittgenstein on Rules and Private Language (1982), Kripke faz uma interpretação polêmica e bastante debatida sobre a obra Investigações Filosóficas de Ludwig Wittgenstein, em especial do Argumento da Linguagem Privada e do problema de Seguir Regras. Desde então há um intenso debate tanto acerca da acurácia de sua interpretação como quanto aos argumentos e teses filosóficas apresentados no livro. Assim, convencionou-se denomina na literatur secundária de Kripkenstein o filósofo de Wittgenstein on Rules and Private Language.

### Teoria da verdade
Em seu artigo "Outline of a Theory of Truth", de 1975, Kripke mostrou que uma linguagem pode consistentemente conter seu próprio predicado da verdade, o que foi considerado impossível por Alfred Tarski, um dos pioneiros na área de teorias formais da verdade. O truque envolve deixar a verdade ser uma propriedade parcialmente definida sobre o conjunto de frases ou sentenças gramaticalmente bem formadas da linguagem. Kripke mostrou como se fazer isso recursivamente partindo de um conjunto de expressões em uma linguagem a qual não contém o predicado da verdade, definindo o predicado da verdade apenas sobre este segmento inicial. Isso adiciona novas frases à linguagem, e a verdade é, por sua vez, definida para todas as expressões do conjunto.
Diferentemente de Tarski, contudo, Kripke deixa 'verdade' ser a união de todos esses estágios da definição. Após uma inumerável infinidade de passos, a linguagem alcança um 'ponto fixo' tal que usar o método de Kripke para expandir o predicado da verdade não altera mais a linguagem. Tal ponto fixo pode então ser tomado como a forma básica de uma linguagem natural contendo seu próprio predicado da verdade. Mas tal predicado está indefinido para quaisquer frases as quais não emergem de frases mais simples que não contenham um predicado da verdade. Isto é:
"'A neve é branca' é verdadeira"
está bem definida, assim como:
'"'A neve é branca' é verdadeira" é verdadeira.'
E assim por diante, mas nem:
"Esta frase é verdadeira."
Nem:
"Esta frase não é verdadeira."
Recebem condições de verdade. Elas são, nas palavras de Kripke, 'infundadas'.

## Publicações
- Naming and Necessity. Cambridge, Mass.: Harvard University Press, 1972. ISBN 0-674-59845-8
- Wittgenstein on Rules and Private Language: an Elementary Exposition. Cambridge, Mass.: Harvard University Press, 1982. ISBN 0-674-95401-7.
- Philosophical Troubles. Collected Papers Vol. 1. Nova York: Oxford University Press, 2011. ISBN 9780199730155
- Reference and Existence – The John Locke Lectures. Nova York: Oxford University Press, 2013. ISBN 9780199928385